# فرلانگ

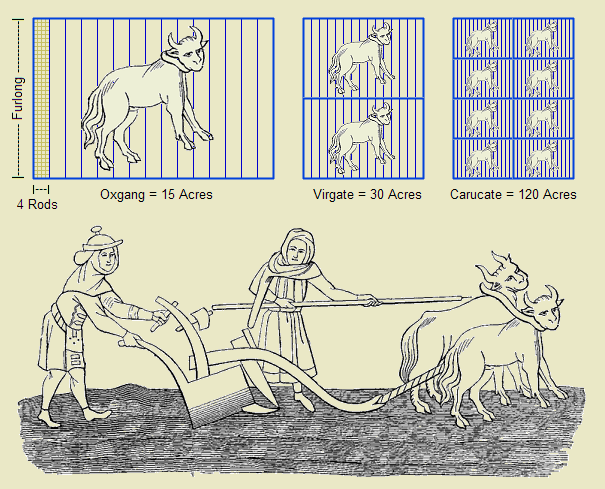
یکاهای گرفته‌شده از کشاورزی

فرلانگ (به انگلیسی: Furlong) یکایی است برای اندازه‌گیری فاصله در دستگاه‌های آمریکایی و امپراتوری که برابر یک‌هشتم مایل، ۲۲۰ یارد، ۶۶۰ پا، ۴۰ راد یا ۱۰ زنجیر می‌باشد. میزان دقیق فرلانگ در کشورهای انگلیسی‌زبان گوناگون کمی متفاوت است.
۵ فرلانگ به‌تقریب برابر با ۱ کیلومتر می‌شود. طول محیط زمین هم ۴۰٬۰۰۰ کیلومتر برابر با ۲۰۰٬۰۰۰ فرلانگ است.